# 拉姆西敦鎮區 (北卡羅萊納州揚西縣)
拉姆西敦鎮區（英語：Ramseytown Township）是位於美國北卡羅萊納州揚西縣的一個鎮區。

## 地方資料
拉姆西敦鎮區的面積為90.39平方千米，皆為陸地。根據2020年美國人口普查的數據，當地共有人口617人，而人口密度為每平方千米6.83人。